# Representación mental
Una representación mental (o representación cognitiva), en filosofía de la mente, psicología cognitiva, neurociencia y ciencia cognitiva, es un símbolo cognitivo interno hipotético que representa la realidad externa, o un proceso mental que hace uso de dicho símbolo: "un sistema formal para hacer explícitas ciertas entidades o tipos de información, junto con una especificación de cómo lo hace el sistema".
La representación mental es la imaginería mental de cosas que en realidad no están presentes para los sentidos. En la filosofía contemporánea, específicamente en los campos de la metafísica, como la filosofía de la mente y la ontología, una representación mental es una de las formas predominantes de explicar y describir la naturaleza de las ideas y conceptos. 
Las representaciones mentales (o imágenes mentales) permiten representar cosas que nunca se han experimentado, así como cosas que no existen. Piensa en ti mismo viajando a un lugar que nunca has visitado antes, o teniendo un tercer brazo. Estas cosas nunca han sucedido o son imposibles y no existen, sin embargo, nuestro cerebro y las imágenes mentales nos permiten imaginarlas. Aunque es más probable que se recuerden las imágenes visuales, las imágenes mentales pueden incluir representaciones en cualquiera de las modalidades sensoriales, como la audición, el olfato o el gusto. Stephen Kosslyn propone que las imágenes se usen para ayudar a resolver ciertos tipos de problemas. Somos capaces de visualizar los objetos en cuestión y representar mentalmente las imágenes para resolverlo. 
Las representaciones mentales también permiten que las personas experimenten cosas justo delante de ellas, aunque se debate el proceso de cómo el cerebro interpreta el contenido representativo.    

## Teorías representativas de la mente
El representacionalismo (también conocido como realismo indirecto) es la opinión de que las representaciones son la forma principal de acceder a la realidad externa. 
La teoría representacional de la mente intenta explicar la naturaleza de las ideas, conceptos y otro contenido mental en la filosofía contemporánea de la mente, la ciencia cognitiva y la psicología experimental. A diferencia de las teorías del realismo ingenuo o directo, la teoría representacional de la mente postula la existencia real de representaciones mentales que actúan como intermediarias entre el sujeto observador y los objetos, procesos u otras entidades observadas en el mundo externo. Estos intermediarios representan o representan para la mente los objetos de ese mundo. 
Por ejemplo, cuando alguien llega a la creencia de que su piso necesita ser barrido, la teoría representacional de la mente establece que él o ella forma una representación mental que representa el piso y su estado de limpieza. 
La teoría representacional original o "clásica" probablemente se remonta a Thomas Hobbes y fue un tema dominante en el empirismo clásico en general. Según esta versión de la teoría, las representaciones mentales eran imágenes (a menudo llamadas "ideas") de los objetos o estados representados. Para los adeptos modernos, como Jerry Fodor, Steven Pinker y muchos otros, el sistema de representación consiste más bien en un lenguaje interno de pensamiento (es decir, mentalese). Los contenidos de los pensamientos están representados en estructuras simbólicas (las fórmulas de Mentalese) que, de forma análoga a los lenguajes naturales pero en un nivel mucho más abstracto, poseen una sintaxis y una semántica muy parecidas a las de los lenguajes naturales. Para el lógico portugués y científico cognitivo Luis M. Augusto, en este nivel abstracto y formal, la sintaxis del pensamiento es el conjunto de reglas de símbolos (es decir, operaciones, procesos, etc. en y con estructuras de símbolos) y la semántica del pensamiento es El conjunto de estructuras de símbolos (conceptos y proposiciones). El contenido (es decir, el pensamiento) surge de la concurrencia significativa de ambos conjuntos de símbolos. Por ejemplo, "8 x 9" es una coincidencia significativa, mientras que "CAT x §" no lo es; "x" es una regla de símbolos solicitada por estructuras de símbolos como "8" y "9", pero no por "CAT" y "§".
El filósofo canadiense P. Thagard señaló en su trabajo Introduction to Cognitive Science, que "la mayoría de los científicos cognitivos están de acuerdo en que el conocimiento en la mente humana consiste en representaciones mentales" y que "la ciencia cognitiva afirma: que las personas tienen procedimientos mentales que operan por medio de representaciones mentales para la implementación del pensamiento y la acción" Thagard, P. (1996). Mind. Introduction to Cognitive Science..

### Fuerte vs débil, restringido vs no restringido
Hay dos tipos de representacionalismo, fuerte y débil. El fuerte representacionalismo intenta reducir el carácter fenomenal a contenido intencional. Por otro lado, el representacionalismo débil solo afirma que el carácter fenomenal se superpone al contenido intencional. El representacionalismo fuerte tiene como objetivo proporcionar una teoría sobre la naturaleza del carácter fenomenal, y ofrece una solución al difícil problema de la conciencia. En contraste con esto, el representacionalismo débil no tiene como objetivo proporcionar una teoría de la conciencia, ni ofrece una solución al difícil problema de la conciencia. 
El representacionalismo fuerte puede desglosarse en versiones restringidas y no restringidas. La versión restringida solo se ocupa de ciertos tipos de estados fenoménicos, por ejemplo, la percepción visual. La mayoría de los representacionalistas respaldan una versión irrestricta del representacionalismo. Según la versión sin restricciones, para cualquier estado con carácter fenomenal, el carácter fenomenal de ese estado se reduce a su contenido intencional. Solo esta versión irrestricta del representacionalismo es capaz de proporcionar una teoría general sobre la naturaleza del carácter fenomenal, así como ofrecer una posible solución al difícil problema de la conciencia. La reducción exitosa del carácter fenomenal de un estado a su contenido intencional proporcionaría una solución al difícil problema de la conciencia una vez que se resuelva una explicación fisicalista de la intencionalidad. 

### Problemas para la versión sin restricciones
Al argumentar en contra de la versión irrestricta del representacionalismo, las personas a menudo plantean estados mentales fenomenales que parecen carecer de contenido intencional. La versión sin restricciones busca dar cuenta de todos los estados fenoménicos. Por lo tanto, para que sea cierto, todos los estados con carácter fenomenal deben tener un contenido intencional al que se reduce ese carácter. Los estados fenomenales sin contenido intencional, por lo tanto, sirven como un contraejemplo de la versión sin restricciones. Si el estado no tiene contenido intencional, su carácter fenomenal no será reducible al contenido intencional de ese estado, ya que para empezar no tiene ninguno. 
Un ejemplo común de este tipo de estado son los estados de ánimo. Los estados de ánimo son estados con un carácter fenomenal que generalmente se piensa que no están dirigidos a nada en particular. Se piensa que los estados de ánimo carecen de dirección, a diferencia de las emociones, que generalmente se consideran dirigidas a cosas particulares, por ejemplo, si estás enojado con tu hermano, tienes miedo de un animal peligroso. Las personas concluyen que debido a que los estados de ánimo no están dirigidos, tampoco son intencionales, es decir, carecen de intencionalidad o acercamiento. Como no se dirigen a nada, no se refieren a nada. Debido a que carecen de intencionalidad, carecerán de contenido intencional. Al carecer de contenido intencional, su carácter fenomenal no será reducible a contenido intencional, refutando la doctrina representacional. 
Aunque generalmente se considera que las emociones tienen dirección e intencionalidad, esta idea también se ha cuestionado. Uno podría señalar las emociones de una persona de repente, experiencias que no parecen estar dirigidas a nada en particular. Las emociones provocadas al escuchar música son otro ejemplo potencial de emociones no intencionadas y no dirigidas. Las emociones despertadas de esta manera no parecen estar relacionadas necesariamente con nada, incluida la música que las despierta.

### Respuestas
En respuesta a esta objeción, un defensor del representacionalismo podría rechazar la no intencionalidad no dirigida de los estados de ánimo e intentar identificar algún contenido intencional que posiblemente se cree que poseen. El defensor del representacionalismo también podría rechazar la concepción estrecha de la intencionalidad como dirigida a una cosa en particular, argumentando en cambio por un tipo más amplio de intencionalidad. 
Hay tres tipos alternativos de direccionalidad/intencionalidad que uno podría plantear para los estados de ánimo.
- Direccionamiento hacia el exterior: lo que es estar de humor M es tener un cierto tipo de contenido representativo enfocado hacia el exterior.
- Dirección interna: lo que es estar de humor M es tener un cierto tipo de contenido representativo enfocado internamente.
- Dirección híbrida: lo que es estar de humor M es tener un cierto tipo de contenido representativo enfocado hacia afuera y un cierto tipo de contenido representativo enfocado hacia adentro.

En el caso de la orientación hacia el exterior, los estados de ánimo pueden dirigirse al mundo en su conjunto, a una serie cambiante de objetos en el mundo, o las propiedades emocionales no vinculadas proyectadas por las personas en las cosas del mundo. En el caso de la orientación hacia el interior, los estados de ánimo se dirigen al estado general del cuerpo de una persona. En el caso de la dirección híbrida, los estados de ánimo se dirigen a alguna combinación de cosas internas y externas. 

### Otras objeciones
Incluso si uno puede identificar algún posible contenido intencional para los estados de ánimo, aún podríamos preguntarnos si ese contenido es capaz de capturar suficientemente el carácter fenomenal de los estados de ánimo de los que forman parte. Amy Kind sostiene que, en el caso de todos los tipos de direccionamiento mencionados anteriormente (hacia afuera, hacia adentro e híbrido), el contenido intencional suministrado al estado de ánimo no es capaz de capturar suficientemente los aspectos fenoménicos de los estados de ánimo. En el caso de la orientación hacia el interior, la fenomenología del estado de ánimo no parece estar vinculada al estado del cuerpo de uno, e incluso si el estado de ánimo de uno se refleja en el estado general del cuerpo, esa persona no necesariamente se dará cuenta de ello, lo que demuestra la insuficiencia del contenido intencional para capturar adecuadamente los aspectos fenomenales del estado de ánimo. En el caso de la orientación externa, la fenomenología del estado de ánimo y su contenido intencional no parecen compartir la relación correspondiente que deberían tener, ya que se supone que el carácter fenomenal se reduce al contenido intencional. La dirección híbrida, si incluso puede despegar, enfrenta la misma objeción. 

## Filósofos
Existe un amplio debate sobre qué tipos de representaciones existen. Hay varios filósofos que traen diferentes aspectos del debate. Tales filósofos incluyen a Alex Morgan, Gualtiero Piccinini y Uriah Kriegel, aunque esta no es una lista exhaustiva. 

### Alex Morgan
Hay representaciones de "descripción de trabajo". Es decir, representaciones que (1) representan algo, tienen intencionalidad, (2) tienen una relación especial, el objeto representado no necesita existir y (3) el contenido juega un papel causal en lo que se representa: por ejemplo, decir "hola" a un amigo, mirando a un enemigo. 
Las representaciones estructurales también son importantes. Este tipo de representaciones son básicamente mapas mentales que tenemos en nuestras mentes que corresponden exactamente a esos objetos en el mundo (el contenido intencional). Según Morgan, las representaciones estructurales no son lo mismo que las representaciones mentales: no hay nada mental en ellas: las plantas pueden tener representaciones estructurales. 
También hay representaciones internas. Estos tipos de representaciones incluyen aquellas que involucran decisiones futuras, recuerdos episódicos o cualquier tipo de proyección hacia el futuro. 

### Gualtiero Piccinini
En el próximo trabajo de Gualtiero Piccinini, analiza temas sobre representaciones mentales naturales y no naturales. Se basa en la definición natural de representaciones mentales dada por Grice (1957) donde P implica que P. Por ejemplo, esas manchas significan sarampión, implica que el paciente tiene sarampión. Luego hay representaciones no naturales: P no implica P. Por ejemplo, los 3 timbres en la campana de un autobús significan que el autobús está lleno —los anillos en la campana son independientes de la plenitud del autobús— podríamos haber asignado algo más (igual de arbitrario) para indicar que el autobús está lleno. 

### Uriah Kriegel
También hay representaciones mentales objetivas y subjetivas. Las representaciones objetivas son más cercanas al seguimiento de las teorías, donde el cerebro simplemente rastrea lo que hay en el entorno. Si hay un pájaro azul fuera de mi ventana, la representación objetiva es la del pájaro azul. Las representaciones subjetivas pueden variar de persona a persona. Por ejemplo, si soy daltónico, ese pájaro azul fuera de mi ventana no me parecerá azul ya que no puedo representar el azul del azul (es decir No puedo ver el color azul). La relación entre estos dos tipos de representación puede variar. 
1. El objetivo varía, pero el subjetivo no: por ejemplo, cerebro en una tina.
2. El subjetivo varía, pero el objetivo no: por ejemplo, mundo con color invertido
3. Todas las representaciones se encuentran en objetivo y ninguna en lo subjetivo: por ejemplo, termómetro
4. Todas las representaciones se encuentran en subjetivo y ninguna en el objetivo: por ejemplo, un agente que experimenta en un vacío.

Los eliminativistas piensan que las representaciones subjetivas no existen. Los reductivistas piensan que las representaciones subjetivas son reductibles a objetivas. Los no reductivistas piensan que las representaciones subjetivas son reales y distintas.

## Otras lecturas
- Augusto, Luis M. (2013). 'Representaciones inconscientes 1: desmentir el modelo tradicional de cognición humana'. Axiomathes 23.4, 645-663. Preimpresión
- Goldman, Alvin I (2014). ' El enfoque de los formatos corporales para la cognición encarnada '. Controversias actuales en la filosofía de la mente. ed. Uriah Kriegel. Nueva York, NY: Routledge, 91-108.
- Henrich, J. y Boyd, R. (2002). Cultura y cognición: por qué la evolución cultural no requiere la replicación de representaciones. Cultura y cognición, 2, 87–112. Texto completo
- Llano, Alejandro (1999). El enigma de la representación, Síntesis, Madrid, ISBN 84-7738-631-5.
- Amable, Amy (2014). " El caso contra el representacionalismo sobre los estados de ánimo ". Controversias actuales en la filosofía de la mente. ed. Uriah Kriegel. Nueva York, NY: Routledge, 113-34.
- Kriegel, Urías (2014). ' Dos nociones de representación mental '. Controversias actuales en la filosofía de la mente. ed. Uriah Kriegel. Nueva York, NY: Routledge, 161-79.
- Rupert, Robert D. (2014). ' La suficiencia de la representación objetiva '. Controversias actuales en la filosofía de la mente. ed. Uriah Kriegel. Nueva York, NY: Routledge, 180-95.
- Shapiro, Lawrence (2014). " Cuándo se incorpora la cognición ". Controversias actuales en la filosofía de la mente. ed. Uriah Kriegel. Nueva York, NY: Routledge, 73-90.